# Vesa Kallio
Vesa Matti Kallio, född 1967 i Kangasniemi, är en finländsk politiker (Centern). Han har tagit examen som agronomie- och forstmagister. Kallio är ledamot av Finlands riksdag sedan 2023.
Kallio studerade jordbrukspolitik vid Helsingfors universitet och sysslade med forskning, var sedan verksam som jordbrukare och anställdes av Centralförbundet för lant- och skogsbruksproducenter innan han blev heltidspolitiker.
Kallio blev invald i riksdagen i riksdagsvalet 2023 med 5 663 röster från Sydöstra Finlands valkrets.